# Romain (Marne)
Pour les articles homonymes, voir Romain.
Romain est une commune française, située dans le département de la Marne en région Grand Est.

## Géographie

### Localisation
Romain se trouve au nord-ouest du département de la Marne, en région Grand Est, à la limite avec le département de l'Aisne et la région Hauts-de-France. La commune appartient à la région agricole du Tardenois.
La commune de Romain s'étend sur une superficie de 846 hectares. Sur son territoire, l'altitude varie de 64 à 193 mètres. Le relief s'élève depuis les cours délimitant le territoire communal — la Vesle au sud et le ruisseau du Moulin à l'est — en direction d'un plateau occupant le nord et l'ouest de la commune, à plus de 175 mètres d'altitude. Le village est traversé par deux rues principales : la rue de la République et la route de Ventelay.
Par la route, Romain se situe à 72 km de Châlons-en-Champagne, préfecture du département, à 25 km de Reims, sous-préfecture, et à 8 km de Fismes, bureau centralisateur du canton de Fismes-Montagne de Reims dont dépend Romain depuis 2015. La commune fait en outre partie du bassin de vie de Fismes.
Romain est limitrophe de 8 communes :
| Les Septvallons (commune deléguée de Glennes) | Muscourt, Meurival | Ventelay           |
| Baslieux-lès-Fismes                           | Romain             |                    |
| Courlandon                                    | Breuil-sur-Vesle   | Montigny-sur-Vesle |

### Hameaux et écarts
Outre le village de Romain, la commune compte deux hameaux nommés respectivement Huit-Voisins (au sud du village) et le Grand-Hameau (au nord-ouest)

### Hydrographie

#### Réseau hydrographique
La commune est dans la région hydrographique « la Seine du confluent de l'Oise (inclus) à l'embouchure » au sein du bassin Seine-Normandie. Elle est drainée par la Vesle, le ruisseau du Moulin, le cours d'eau 01 de la Cour des Veaux, le cours d'eau 04 du Grand Marais et divers autres petits cours d'eau,.
La Vesle, d'une longueur de 139 km, prend sa source dans la commune de Somme-Vesle et se jette  dans l'Aisne à Ciry-Salsogne, après avoir traversé 52 communes. 
Le ruisseau du Moulin, d'une longueur de 10 km, prend sa source dans la commune de Bouvancourt et se jette  dans la Vesle à Montigny-sur-Vesle, après avoir traversé quatre communes. 
Quatre plans d'eau complètent le réseau hydrographique : la sablière 1 du Charme (0,6 ha), la sablière 2 du Charme (0,5 ha), la sablière 3 du Charme (1,7 ha) et le plan d'eau 1 du le marais de Vendière, d'une superficie totale de 9,9 ha (1,6 ha sur la commune),.

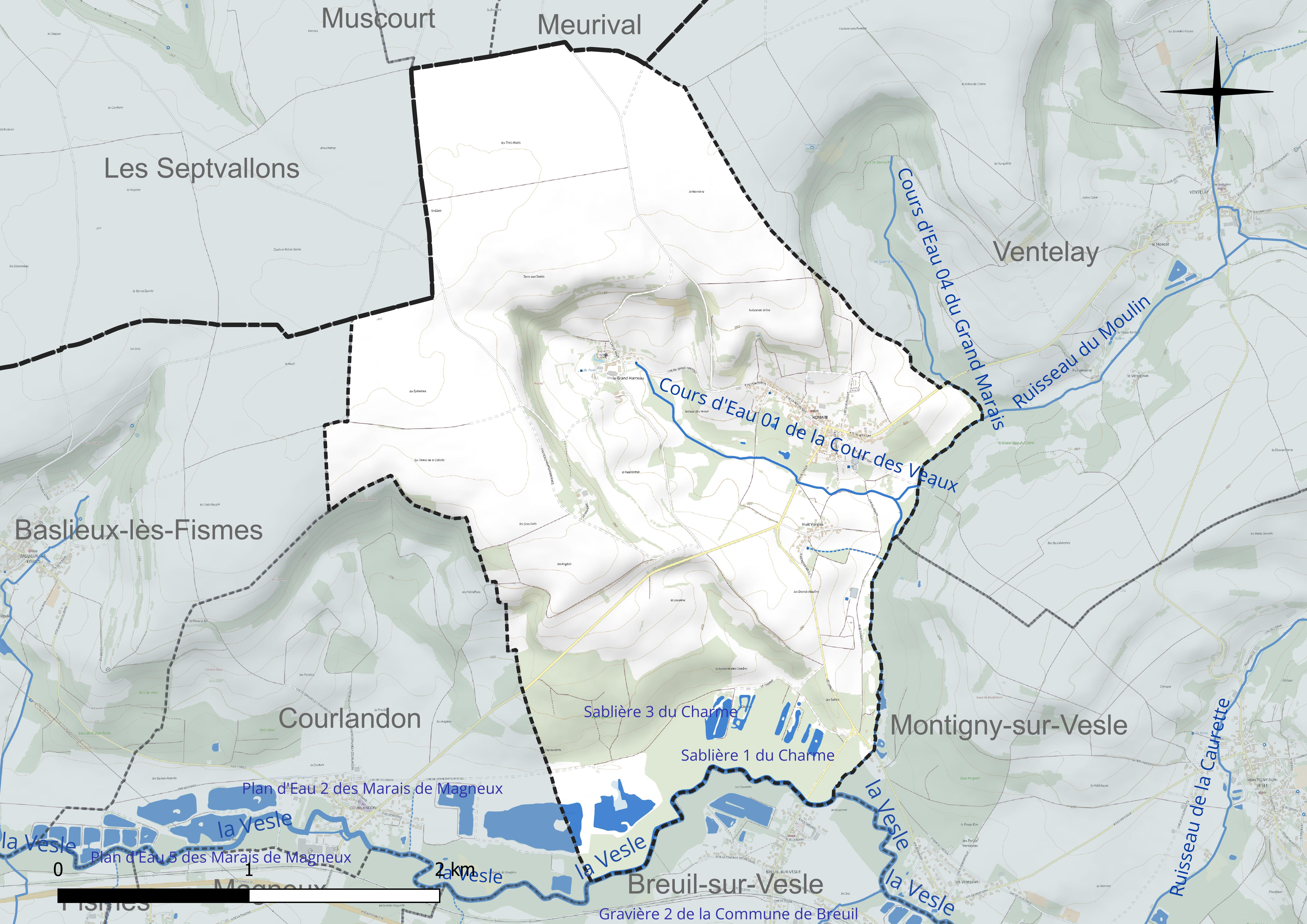
Réseau hydrographique de Romain.

#### Gestion et qualité des eaux
Le territoire communal est couvert par le schéma d'aménagement et de gestion des eaux (SAGE) « Aisne Vesle Suippe ». Ce document de planification, dont le territoire s’étend sur 3 096 km2 répartis sur trois départements (Aisne, Marne et Ardennes) et deux régions (Champagne-Ardenne et Picardie), a été approuvé le 16 décembre 2013. La structure porteuse de l'élaboration et de la mise en œuvre est le Syndicat d’aménagement des bassins Aisne Vesle Suippe (SIABAVES). 
La qualité des cours d’eau peut être consultée sur un site dédié géré par les agences de l’eau et l’Agence française pour la biodiversité. 

### Climat
Pour des articles plus généraux, voir Climat du Grand Est et Climat de la Marne.
En 2010, le climat de la commune est de type climat océanique dégradé des plaines du Centre et du Nord, selon une étude du Centre national de la recherche scientifique s'appuyant sur une série de données couvrant la période 1971-2000. En 2020, Météo-France publie une typologie des climats de la France métropolitaine dans laquelle la commune est exposée à un climat océanique altéré et est dans la région climatique  Nord-est du bassin Parisien, caractérisée par un ensoleillement médiocre, une pluviométrie moyenne régulièrement répartie au cours de l’année et un hiver froid (3 °C). 
Pour la période 1971-2000, la température annuelle moyenne est de 10,2 °C, avec une amplitude thermique annuelle de 15,6 °C. Le cumul annuel moyen de précipitations est de 703 mm, avec 13,1 jours de précipitations en janvier et 8,5 jours en juillet. Pour la période 1991-2020, la température moyenne annuelle observée sur la station météorologique de Météo-France la plus proche, « Braine », sur la commune de Braine à 17 km à vol d'oiseau, est de 11,3 °C et le cumul annuel moyen de précipitations est de 662,7 mm. 
La température maximale relevée sur cette station est de 42,1 °C, atteinte le 25 juillet 2019 ; la température minimale est de −15,7 °C, atteinte le 1er janvier 1997,,. 
Les paramètres climatiques de la commune ont été estimés pour le milieu du siècle (2041-2070) selon différents scénarios d'émission de gaz à effet de serre à partir des nouvelles projections climatiques de référence DRIAS-2020. Ils sont consultables sur un site dédié publié par Météo-France en novembre 2022.

## Urbanisme

### Typologie
Au 1er janvier 2024, Romain est catégorisée commune rurale à habitat dispersé, selon la nouvelle grille communale de densité à sept niveaux définie par l'Insee en 2022.
Elle est située hors unité urbaine. Par ailleurs la commune fait partie de l'aire d'attraction de Reims, dont elle est une commune de la couronne,. Cette aire, qui regroupe 294 communes, est catégorisée dans les aires de 200 000 à moins de 700 000 habitants,.

### Occupation des sols
L'occupation des sols de la commune, telle qu'elle ressort de la base de données européenne d’occupation biophysique des sols Corine Land Cover (CLC), est marquée par l'importance des territoires agricoles (82,2 % en 2018), en diminution par rapport à 1990 (84,2 %). La répartition détaillée en 2018 est la suivante : 
terres arables (65,8 %), zones agricoles hétérogènes (16,4 %), forêts (15,9 %), eaux continentales (1,9 %). L'évolution de l’occupation des sols de la commune et de ses infrastructures peut être observée sur les différentes représentations cartographiques du territoire : la carte de Cassini (XVIIIe siècle), la carte d'état-major (1820-1866) et les cartes ou photos aériennes de l'IGN pour la période actuelle (1950 à aujourd'hui).

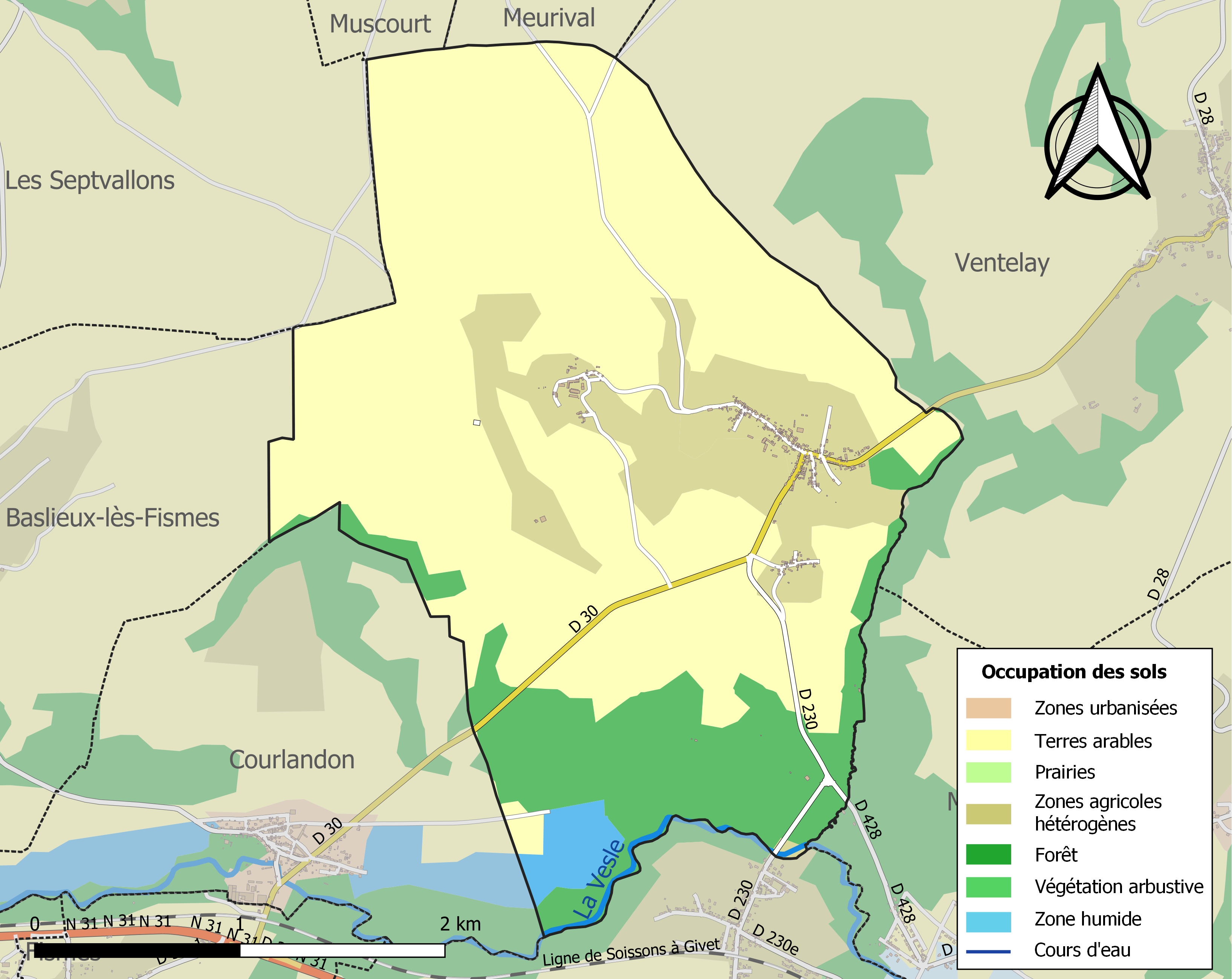
Carte des infrastructures et de l'occupation des sols de la commune en 2018 (CLC).

## Toponymie
Le nom de la localité est attesté sous les formes Romani (commencement du XIe siècle) ; Romains (1032) ; Romeins (1156) ; Romani (1154-1159) ; Rommainz (1164) ; Romayns (1172) ; Roumains, les Roumains (vers 1222) ; Roumani (1265) ; Rommains (1303-1312).

Du mot latin romania, nom générique des pays qui étaient soumis aux romains ; désigne probablement une villa restée aux Gallo-romains, par opposition à d'autres villas occupées par des Barbares.

## Histoire
Première Guerre mondiale
Le village est considéré comme détruit à la fin de la guerre et a  été décoré de la Croix de guerre 1914-1918, le 30 mai 1921.

## Politique et administration

### Rattachements administratifs et électoraux
La commune se trouve dans l'arrondissement de Reims du département de la Marne. Pour l'élection des députés, elle fait partie depuis 1988 de la deuxième circonscription de la Marne.
Elle faisait partie depuis 1793 du canton de Fismes. Dans le cadre du redécoupage cantonal de 2014 en France, la commune est rattachée au Canton de Fismes-Montagne de Reims, qui n'est plus qu'une circonscription électorale.

### Intercommunalité
La commune, antérieurement membre de la communauté de communes Ardre et Vesle, a été intégrée le 1er janvier 2014, à la communauté de communes Fismes Ardre et Vesle.
En effet, conformément au schéma départemental de coopération intercommunale de la Marne du 15 décembre 2011, les anciennes communautés de communes CC des Deux Vallées du Canton de Fismes (9 communes) et  CC Ardre et Vesle (11 communes) ont fusionné par arrêté préfectoral du 23 mai 2013, afin de former  à compter du 1er janvier 2014 la nouvelle communauté de communes Fismes Ardre et Vesle.
Toutefois, dans le cadre du nouveau  schéma départemental de coopération intercommunale du 30 mars 2016, la  communauté de communes Fismes Ardre et Vesle a elle-même fusionné avec ses voisines pour former, le 1er janvier 2017, la communauté urbaine du Grand Reims, dont Romain est désormais membre.

### Liste des maires
| Période                                  | Période    | Identité      | Étiquette | Qualité |
| ---------------------------------------- | ---------- | ------------- | --------- | ------- |
| Les données manquantes sont à compléter. |            |               |           |         |
| avant 1875                               | après 1879 | M. de Monbret |           |         |
| Les données manquantes sont à compléter. |            |               |           |         |
|                                          | juin 1995  | Octave Cunis  |           |         |
| juin 1995                                | 2020       | Anne Moyat    | UDI       |         |

## Population et société

### Démographie
L'évolution du nombre d'habitants est connue à travers les recensements de la population effectués dans la commune depuis 1793. Pour les communes de moins de 10 000 habitants, une enquête de recensement portant sur toute la population est réalisée tous les cinq ans, les populations de référence des années intermédiaires étant quant à elles estimées par interpolation ou extrapolation. Pour la commune, le premier recensement exhaustif entrant dans le cadre du nouveau dispositif a été réalisé en 2007.

En 2022, la commune comptait 325 habitants, en évolution de +0,93 % par rapport à 2016 (Marne : −1,19 %, France hors Mayotte : +2,11 %).
| 1793 | 1800 | 1806 | 1821 | 1831 | 1836 | 1841 | 1846 | 1851 |
| ---- | ---- | ---- | ---- | ---- | ---- | ---- | ---- | ---- |
| 286  | 347  | 370  | 388  | 433  | 452  | 430  | 450  | 486  |

| 1856 | 1861 | 1866 | 1872 | 1876 | 1881 | 1886 | 1891 | 1896 |
| ---- | ---- | ---- | ---- | ---- | ---- | ---- | ---- | ---- |
| 456  | 475  | 475  | 470  | 458  | 471  | 482  | 487  | 436  |

| 1901 | 1906 | 1911 | 1921 | 1926 | 1931 | 1936 | 1946 | 1954 |
| ---- | ---- | ---- | ---- | ---- | ---- | ---- | ---- | ---- |
| 468  | 469  | 464  | 392  | 422  | 410  | 378  | 369  | 346  |

| 1962 | 1968 | 1975 | 1982 | 1990 | 1999 | 2006 | 2007 | 2012 |
| ---- | ---- | ---- | ---- | ---- | ---- | ---- | ---- | ---- |
| 335  | 294  | 267  | 261  | 295  | 324  | 319  | 319  | 333  |

| 2017 | 2022 | - | - | - | - | - | - | - |
| ---- | ---- | - | - | - | - | - | - | - |
| 315  | 325  | - | - | - | - | - | - | - |

### Enseignement
Pour les écoles maternelle et élémentaire, la commune dépend du pôle scolaire du village voisin de Courlandon, qui accueille également les enfants des communes de Baslieux-lès-Fismes, Bouvancourt, Breuil-sur-Vesle, Hourges, Magneux et Unchair.

### Sports
Le village possède un terrain de football.

### Cultes
L'église Saint Timothée et Saint Apollinaire appartient à la paroisse catholique Rives de Vesle, dans le diocèse de Reims.

## Culture locale et patrimoine

### Lieux et monuments
- L'église du village est dédiée à Saint Timothée et Saint Apollinaire. Son chœur et son transept remontent au XIIe siècle. Le reste de l'édifice date principalement du XVIe siècle[37]. 
On y trouve plusieurs objets classés monuments historiques : une statue de la Vierge à l'Enfant grandeur nature, en pierre, du XVIe siècle[38] et des plaques funéraires de marbre des familles Coquebert et Roland[39].
- Le château de Romain qui date du XVIIe siècle. Il est privé.

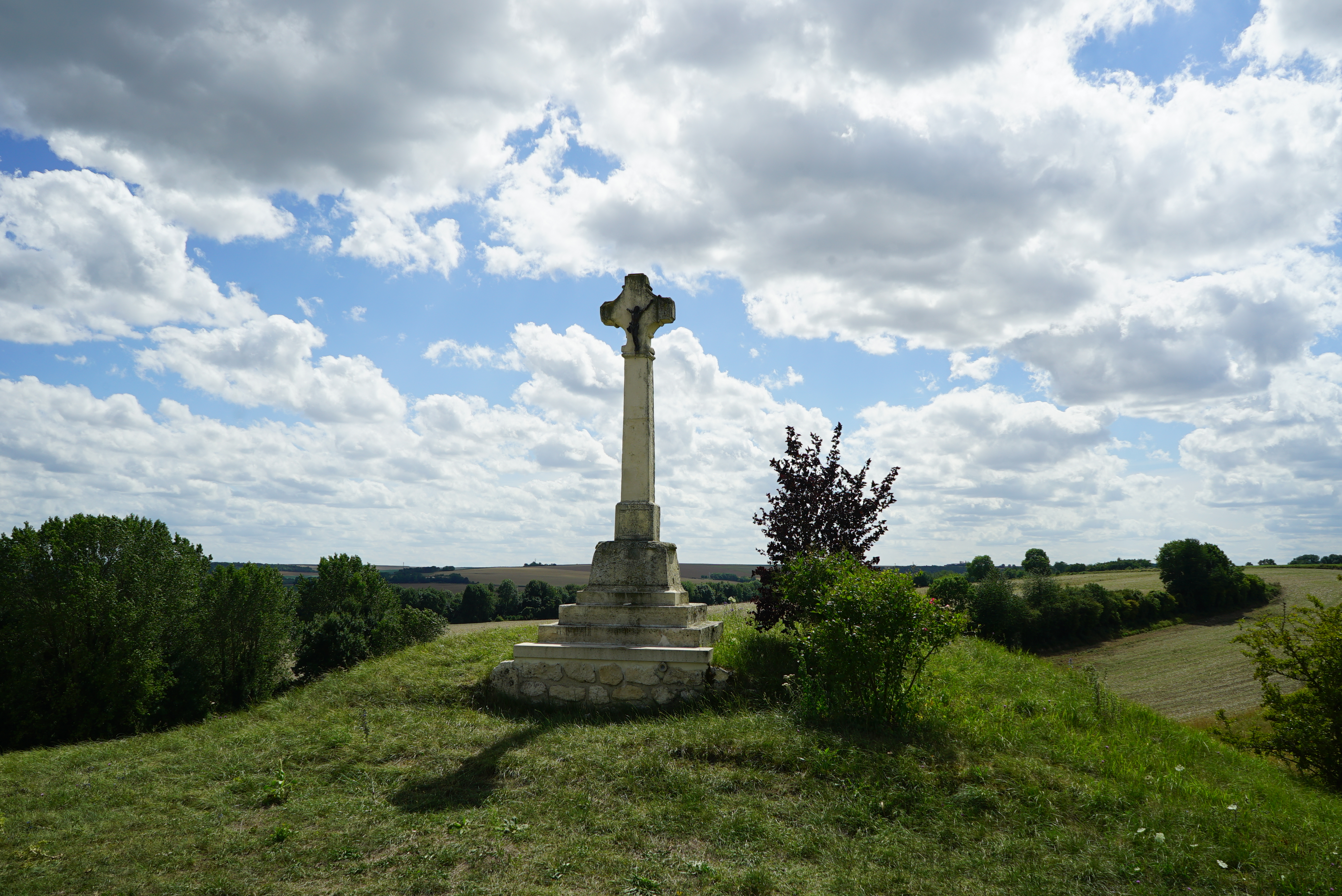
Croix surplombant le village
Le monument aux morts,
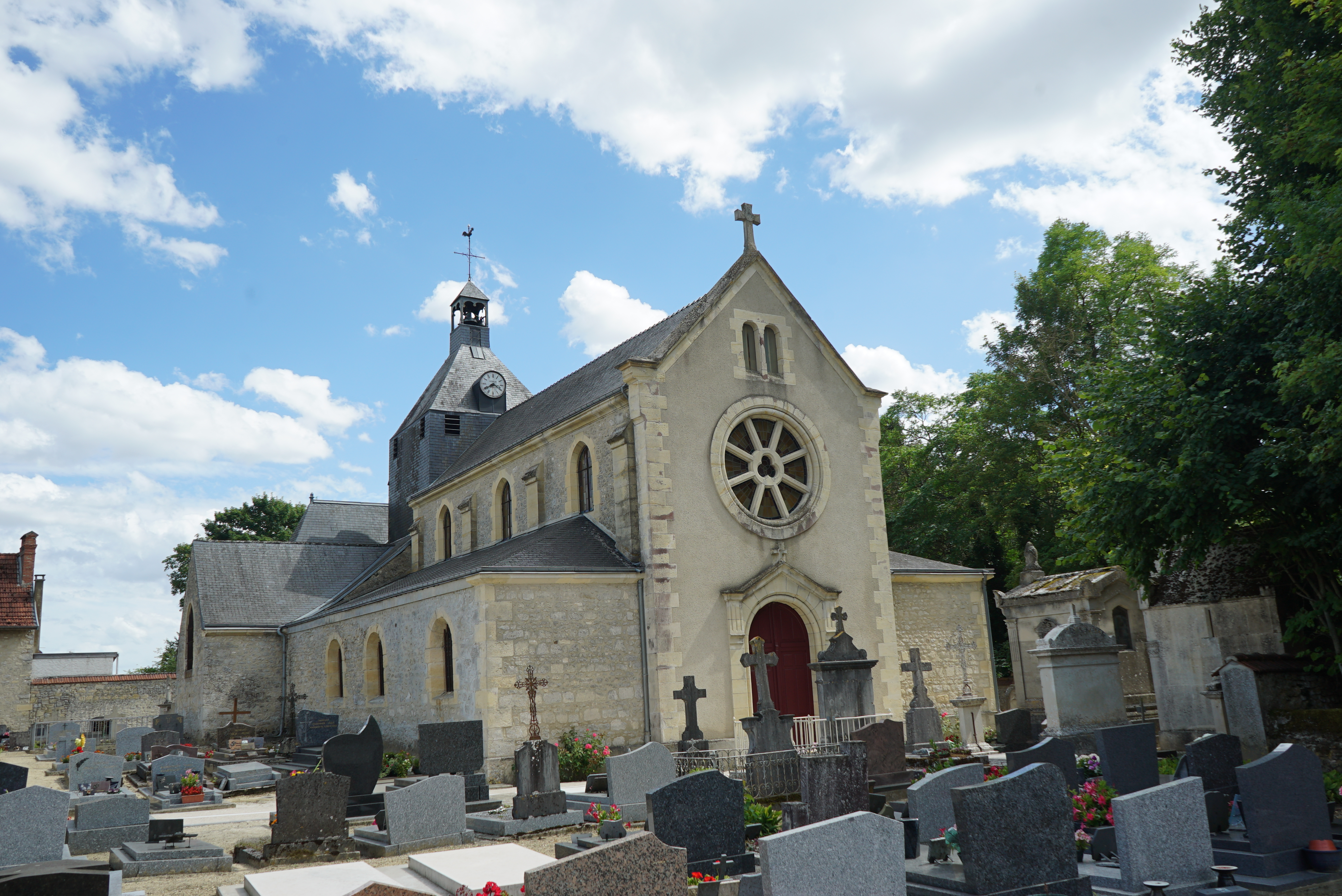
L'église entourée du cimetière.

### Personnalités liées à la commune
- Jacques Herbillon, boxeur né dans la commune, champion de France poids légers (1953-1954), champion de France poids welters (1958-1959)